# Солдат и дурочка
«Солдат и дурочка» — короткометражный дипломный фильм режиссёра Сергея Зиневича и оператора Александра Симонова, созданный в 1997 году на учебной киностудии ВГИК.

## Сюжет
Солдат-призывник на время оставляет воинскую часть, однако провести день в своё удовольствие ему не удаётся — за ним ходит местная дурочка.

## Награды
На XVIII Международном кинофестивале в Мюнхене в программе Высших киношкол (FilmHochSchule, 1998) фильм получил Специальный приз жюри Монте Хеллмана (Has participated in the competetion of the 18th International Festival of Films Schools Munich, june 26 — jule 3, 1998 and received an award by the jury presided over by Monte Hellman).
На XVIII Международном фестивале студенческих фильмов ВГИК (1998) был удостоен призов профессионального жюри:
- Лучший сценарий (Екатерина Фёдорова)
- Лучшее исполнение мужской роли (Владимир Виноградов)

Приз Московского Фонда Культуры за сценарий (Екатерина Фёдорова)